# Station Rzeczyce Śląskie
Station Rzeczyce Śląskie is een spoorwegstation in de Poolse plaats Rzeczyce.